# Ивашковский сельский округ (Московская область)
Ивашковский сельский округ — упразднённая административно-территориальная единица, существовавшая на территории Шаховского района Московской области в 1994—2006 годах.
Ивашковский сельсовет был образован в первые годы советской власти. В 1921 году он числился в составе Плосковской волости Волоколамского уезда Московской губернии. В 1924 году из него был выделен Касиловский с/с. 24 марта 1924 года в связи с ликвидацией Плосковской волости Ивашковский с/с вошёл в состав Раменской волости.
В 1926 году Ивашковский с/с включал 1 населённый пункт — Ивашково.
В 1929 году Ивашковский сельсовет был отнесён к Шаховскому району Московского округа Московской области.
14 июня 1954 года к Ивашковскому с/с были присоединены Дулеповский и Плосковский с/с.
1 февраля 1963 года Шаховской район был упразднён и Ивашковский с/с вошёл в Волоколамский укрупнённый сельский район.
11 января 1965 года Шаховской район был восстановлен и Ивашковский с/с вновь вошёл в его состав.
3 февраля 1994 года Ивашковский с/с был преобразован в Ивашковский сельский округ.
В ходе муниципальной реформы 2005 года Ивашковский сельский округ прекратил своё существование как муниципальная единица. При этом все его территория вошла в Сельское поселение Раменское.
29 ноября 2006 года Белоколпский сельский округ исключён из учётных данных административно-территориальных и территориальных единиц Московской области.